# Constance Pascal
Pour les articles homonymes, voir Pascal.
Constance Pascal (1877-1937),, est une psychiatre roumaine naturalisée française qui, au cours de l'année académique 1902-1903, a passé l'internat en psychiatrie et fut la première femme à passer un concours public en tant que psychiatre en 1908.

## Biographie

### Jeunesse
Constance Pascal est née le 24 août 1877 à Pitești (Valachie, Roumanie). Elle arrive en France en 1897 et commence des études de médecine.

### Formation
Elle est diplômée de médecine de l'université de Paris, l'une des rares universités qui, à la fin du XIXe siècle, admettaient des étudiantes dont des étrangères. Son sujet de thèse est Les formes atypiques de la paralysie générale.
En 1903, elle passe avec succès le concours de l'internat, bénéficiant de la campagne de presse que sa collègue Madeleine Pelletier mène avec le soutien du magazine féminin La Fronde pour soutenir l'admissibilité des femmes à tous les types de spécialisation médicale. Jusque-là, les médecins qui voulaient se spécialiser en neurologie ou en psychiatrie allaient faire un internat à l'hôpital de la Salpêtrière, qui à l'époque ne faisait pas partie de la liste des hôpitaux parisiens car il était considéré comme une université et clinique plutôt qu'un véritable hôpital psychiatrique[réf. souhaitée]. C'est donc en ce lieu où ont été sélectionnés les étudiants passant l'examen d'entrée en médecine. Ce fut le cas pour Augusta Klumpke en 1882, Madeleine Pelletier, Marie Long-Landry (interne dans les années 1906-1909), qui resteront ensuite dans le même hôpital.
En 1908, elle réussit le concours d'adjuvat, ce qui lui donne le titre de médecin-adjoint et lui permet d’être la première femme aliéniste à diriger un asile.

### Carrière médicale
Constance Pascal, dont la marge de manœuvre d'engagement politique était serré[pourquoi ?], s'est centrée sur sa carrière médicale en évitant de s'exposer dans les médias de l'époque.
Après ses nombreuses recherches sur les démences précoces, elle fonde l'une des premières écoles françaises pour les enfants en grande difficulté d’apprentissage.
Constance Pascal devient psychiatre aliéniste à Charenton-le-Pont comme médecin-en-chef, puis médecin-chef à Prémontré en 1920 et à Châlons-sur-Marne en 1922. En 1925, elle est affectée au poste de médecin directeur du Centre hospitalier Roger-Prévot à Moisselles où, avec Jean Davesnes, elle écrit Le Traitement des maladies mentales par les chocs.
En 1935, Constance Pascal publie Chagrin d'amour et psychoses, livre centré sur les psychoses provoquées par des traumatismes affectifs.
Pendant la Première Guerre mondiale, à la suite d'une relation avec le général Justin Mengin, elle donne naissance à Jeanne, en 1916. Les noms des parents n'étant pas précisés dans l'acte de naissance, Jeanne est inscrite comme fille de père et mère inconnus. En 1924, Constance Pascal adopte Jeanne, qui n'apprendra, de sa mère, la vérité sur sa naissance qu'à l'âge adulte. En 2006, Jeanne Pascal raconte son histoire à Felicia Gordon, avec la permission de publier dans un article sur sa mère son acte de naissance.
Constance Pascal meurt d'un cancer du sein, le 21 décembre 1937, à Neuilly-sur-Marne.

## Publications
- Les formes atypiques de la paralysie générale, 1905 prix de thèse, médaille de bronze
- La démence précoce : étude psychologique médicale et médico-légale, Paris, Alcan, 1911
- avec Jean Davesne, Traitement des maladies mentales par les chocs, Paris, Masson, 1926
- Chagrins d'amour et psychoses, Paris, G. Doin, 1935
- Chagrins d'amour et psychoses, Paris, Éditions L'Harmattan, 2000, p. 166  (ISBN 9782738492272)